# Słowiański Papież
Słowiański Papież – wiersz napisany przez Juliusza Słowackiego w czasie jego ostatniej podróży do Wielkiego Księstwa Poznańskiego w 1848. Jest to jeden z liryków genezyjskich, należących do najbardziej tajemniczej części twórczości wieszcza. Znany jest także pod tytułem Pośród niesnasków Pan Bóg uderza..., gdyż są to pierwsze słowa tego utworu.
Według Anny Dziedzic Słowacki pisał ten wiersz w czasach gdy papież Pius IX uciekał z rewolucyjnego Rzymu, uważał on, że Kościół katolicki nie rozumie, co się dzieje we współczesnym świecie, nie rozumie konieczności przemian społecznych, i dlatego teraz Bóg otworzył tron dla Słowiańskiego Papieża. Będzie to ludowy brat czyli papież, który poda rękę rozmaitym rewolucyjnym, radykalnym, wolnościowym tendencjom. Że będzie z tych, którzy chcą burzyć stare formy, a więc są awangardą ducha w jego drodze ku przeanieleniu ludzkości. Nie jest to zwykła zapowiedź personalnej przemiany w Rzymie. Jest to właściwie wizja zniesienia dotychczasowego papiestwa – bo papież miałby teraz mówić to, co mówi Słowacki o postępie ducha przez porzucanie starych form. Dlatego słowa o słowiańskim papieżu należy raczej rozumieć przenośnie. Według Słowackiego, papież będzie słowiański, gdyż to właśnie Polsce przypada rola duchowej awangardy ludzkości. Bo to Polacy stworzyli jedyny ustrój społeczny, który według niego, naprawdę wspiera postęp Ducha – rzeczpospolitą szlachecką.
Niezrozumiany przez współczesnych, zyskał wielką popularność po wyborze Karola Wojtyły na papieża w 1978. On sam wielokrotnie wiersz ten cytował.
Dla mariawitów proroctwo zawarte w wierszu odnosi się do osoby arcybiskupa M. Michała Kowalskiego, który niekiedy nazywany był przez współwyznawców Papieżem Słowiańskim. W teologii Kościoła Katolickiego Mariawitów utwór ten zajmuje szczególne miejsce, gdyż liczne określenia z objawień Dzieła Wielkiego Miłosierdzia można przyrównać do określeń Papieża Słowiańskiego z omawianego wiersza.